# Мека (жанр)
Мека (енгл. mecha) аниме и манга серије, познате у Јапану и као роботске (јап. ロボット, robotto), карактеристичне су по великим, борбеним роботима (мекама). Могу се поделити на две поткатегорије: „супер роботе“, у ком су роботи огромни и нереалистични, и „праве роботе“ у коме се роботи држе технолошких ограничења стварног света.
Мека серије обухватају различите жанрове као што су комедија, драма и акција, и нису екслузивне само за аниме и манге, јављају се и као адаптације видео игара. Мека је такође популаризовала тржиште макета робота.

## Историја
Један од првих пилотираних робота појавио се у краткој манги Electric Octopus (デンキダコ, Denki Dako) из 1940. године, и то у облику октопода. У пропагандној манги Јокојаме Рјуичија из 1943. године, званој The Science Warrior Appears in New York (科学戦士ニューヨークに出現す, Kagaku Senshi New York ni Shutsugensu) јавља се човеколика мека са мачевима. Прва права манга овог жанра је Tetsujin 28-go (1956), аутора Мицутеруа Јокојаме. Манга прати Шотара Канеду, дечака који управља роботом насталим за време Другог светског рата.
Го Нагаи, инспирисан горе поменутом мангом, је 1972. године готово створио „супер робот“ поджанр својим делом Mazinger Z.  Дошао је на идеју да нацрта роботе које људи могу да „возе“ док је стајао на семафору. Манга је постала веома популарна, и дефинисала је карактеристике овог жанра, као што су роботи који могу да се споје и постану још јачи. Аниме критичар, Фред Патен (Fred Patten) верује да су мека приче метафоре за Други светски рат.
До 1977. године, створен је велики број наслова овог жанра, међу којима су били Brave Raideen и Danguard Ace. Почеле су да се продају играчке овог типа, као и други рекламни материјали. По некима, та тежња за профитом је угушила креативност мека жанра, па је Јошијуки Томино 1979. године прекинуо тај ланац својим делом Mobile Suit Gundam, често званим „јапанским Ратом Звезда“. Овом мангом је отворио пут поджанру „правих робота“ и данас је једна од најпознатијих мека серија.
Аниме филм Patlabor (1990), уметника Маморуа Ошија је популаризовала мека жанр на Западу. Neon Genesis Evangelion Хидеакија Аноа је опет популаризовала „супер роботе,“ и због својих необичних психолошких тема постала класик овог жанра.